# Notre-Dame-du-Lac
Pour un article plus général, voir Témiscouata-sur-le-Lac.
Notre-Dame-du-Lac est une ancienne ville dans la municipalité régionale de comté du Témiscouata  au Québec (Canada), située dans la région administrative du Bas-Saint-Laurent. Le 5 mai 2010, les villes de Cabano et de Notre-Dame-du-Lac se regroupaient pour constituer une nouvelle ville appelée Témiscouata-sur-le-Lac. « Notre-Dame-du-Lac » désigne depuis un secteur de cette nouvelle ville.

## Géographie
La population de Notre-Dame-du-Lac est d'environ 2200 habitants. La ville est édifiée en amphithéâtre au milieu de la Vallée du Témiscouata. Jusqu'à sa fusion avec Cabano, Notre-Dame-du-Lac était le chef-lieu de la municipalité régionale de comté et on y trouve notamment l'hôpital, le traversier et le poste de police du Témiscouata. 

## Histoire

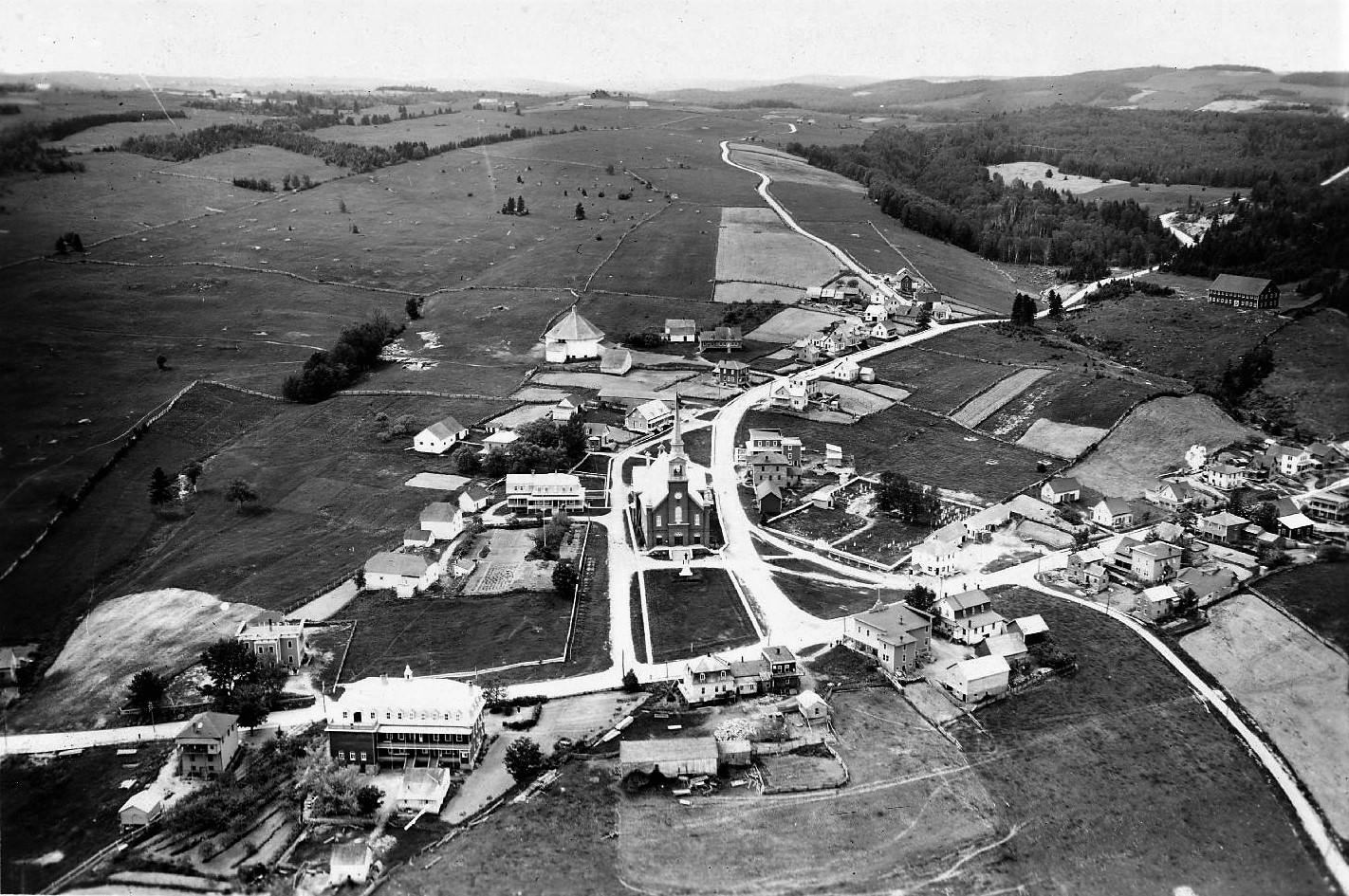
Vue aérienne de Notre-Dame-du-Lac vers 1930.

D'abord créée comme municipalité de paroisse en 1871, sous le nom «Détour-du-Lac», deux ans après la paroisse qui reçoit son premier curé en 1861, Notre-Dame-du-Lac allait obtenir le statut de ville en 1968 par suite d'une fusion à la municipalité de village homonyme établie en 1949. Le nom «Détour-du-Lac» s'explique en raison de sa situation géographique qui en faisait l'endroit par excellence où accoster et s'enfoncer dans les terres.

## Fusion avec Cabano
Le 21 juin 2009, est adoptée à 70 % par référendum la motion visant à fusionner Notre-Dame-du-Lac avec la ville voisine de Cabano. Cette dernière a aussi voté favorablement à l'option à plus de 56 %. Le 5 mai 2010, un décret autorisant le regroupement des deux municipalités a été publié dans la Gazette officielle du Québec. Ce décret annonce la tenue d'élections le 20 juin 2010 pour élire un nouveau maire et un nouveau conseil municipal. En attendant l'adoption d'un nouveau nom permanent, la nouvelle municipalité fut désignée sous le nom de « Cabano–Notre-Dame-du-Lac »,. Un référendum organisé dans les deux anciennes communes fait le choix de Témiscouata-sur-le-Lac comme nouveau nom de la ville.

## Administration
| Notre-Dame-du-Lac Maires (2001-2010)                                                                                 |              |                             |          |
| Élection | Maire        | Qualité                     | Résultat |
| 2001 | Réal Voisine |                             | Voir     |
| 2005 | Gilles Garon |                             | Voir     |
| 2010 | Gilles Garon | Voir Témiscouata-sur-le-Lac | Voir     |
| Élection partielle en italique Depuis 2005, les élections sont simultanées dans toutes les municipalités québécoises |              |                             |          |

## Tourisme
La piste cyclable Le Petit Témis (135 km) qui longe les berges du lac dévoile son lac et l'île entourée de nature.

### Pont de glace
En hiver, un pont de glace est érigé sur le Lac Témiscouata et permet, tant aux automobilistes qu'aux piétons, de traverser la rive entre Notre-Dame-du-Lac et la paroisse qui lui fait face : Saint-Juste-du-Lac. En été, le traversier relie les deux rives.  

### Notre-Dame-du-Lac «Ville jardin»
Notre-Dame-du-Lac est nommée depuis peu « Ville Jardin » et possède une fleur-emblème « La Dame du Lac », une variété d'hémérocalle spécialement conçue pour l'occasion.

## Culture

### Gastronomie
Les fromages La Dame du Lac et le Marquis de Témiscouata sont fabriqués à la fromagerie Le Détour de Notre-Dame-du-Lac. La Dame du Lac est un fromage de lait de vache à pâte demi-ferme. Le Marquis de Témiscouata est un fromage de lait de vache à pâte molle. Il a mérité le Grand Prix des Fromages Canadiens 2009.

## Relations conflictuelles

### Dossier des arénas
Depuis le début des années 2000, l'aréna Jacques Dubé du quartier Notre-Dame-du-Lac demande de grandes rénovations, sa vétusté s'accélérant avec les années. Il est alors convenu qu'une mise à niveau du bâtiment est nécessaire. En 2016, les gouvernements fédéral et provincial octroient à la Ville de Témiscouata-sur-le-Lac une subvention afin de rénover l'infrastructure de Notre-Dame-du-Lac, les démarches de mise aux normes devant débuter le printemps suivant. Toutefois, le 3 avril 2017, le Centre sportif Phil-Latulippe du quartier Cabano s'est effondré. Une coalition est alors mise sur pied. À l'époque, le groupe désire obtenir une glace de meilleure qualité afin d'organiser leurs activités de plus en plus nombreuses, cette augmentation due à la création d'un programme sports-étude ballon sur glace. Après plusieurs mois, le Conseil de Ville décréta qu'il était désormais impossible d'avoir deux glaces artificielles dans le bassin de population de la ville et qu'il n'y aurait donc qu'un seul aréna à Témiscouata-sur-le-Lac. Pour des raisons financières et de proximité avec l'École secondaire de Cabano, la ville décida d'abandonner le projet de l'aréna Jacques Dubé et de finalement démunir le bâtiment de ses fonctions d'aréna, cette décision semant la grogne pour les habitants du quartier Notre-Dame-du-Lac, ces derniers perdant leur aréna.
En 2018, un Collectif social est créé afin de défendre les intérêts des résidents du quartier notre-Dame et afin de conserver l'infrastructure dans leur quartier. On défend que l'aréna devrait être rénové comme promis, qu'il s'agit d'un droit acquis et que la glace est utilisée et fonctionnelle depuis près de soixante ans. Le groupe assure que la position de l'aréna Jacques Dubé est idéale puisqu'elle assure une certaine proximité pour tout le bassin de la MRC de Témiscouata, davantage que pour le quartier Cabano. Finalement, on dit qu'il serait préférable de rénover le centre sportif le plus tôt possible plutôt que d'attendre encore plusieurs mois pour construire l'aréna de Cabano, ce dernier nécessitant une toute nouvelle élaboration et n'ayant pas vraiment de terrain accordé, l'ancien étant plutôt étroit. 
Le 19 mars 2019, on accorda finalement la subvention au projet du Centre Sportif Phil-Latulippe. Le quartier Notre-Dame-du-Lac sera alors dégarni de son aréna qui faisait partie intégrante du patrimoine du territoire, mais le quartier Cabano s'enrichissant d'un nouvel attrait.

#### Tensions
Pendant toute la durée du dossier des arénas, la population est divisée. Les gens du quartier Cabano s'opposent à ceux du quartier Notre-Dame-du-Lac, les deux groupes voulant désespérément l'attrait sur leur territoire. Cependant, depuis 2009, les deux régions sont fusionnées. La guerre de clochers est vive, amenant à la démission du maire Gilles Garon en 2018, ce dernier intimidé sur les réseaux sociaux en rapport avec ses décisions politiques. Une froideur s'est installée entre les populations qui s'individualisent et ce, à cause du dossier des arénas.